# غولايشتي
غولايشتي هي قرية تقع في إقليم ياش في رومانيا وبلغ عدد سكانها 3,784 في عام 2002م.